# Nunca voy a olvidarte... los éxitos
Nunca voy a olvidarte...los éxitos es el nombre del segundo álbum recopilatorio del cantante mexicano de pop latino Cristian Castro. Fue lanzado al mercado el 4 de octubre de 2005, y es el último álbum para la discográfica Sony Music Latin. El álbum posee temas del cantante desde sus comienzos hasta 2005, con materiales como detrás de cámaras, backstage de dos de sus mejores canciones, discografía y más.

## Lista de canciones
| Nunca voy a olvidarte... los éxitos |                                             |                                                   |          |  |
| N.º                                 | Título                                      | Escritor(es)                                      | Duración |  |
| 1.                                  | «No podrás»                                 | Alejandro Zepeda, Peter Skrabak                   | 4:06     |  |
| 2.                                  | «Nunca voy a olvidarte»                     | Roberto Belester                                  | 5:02     |  |
| 3.                                  | «Mañana»                                    | Juan Gabriel                                      | 4:13     |  |
| 4.                                  | «Vuélveme a querer»                         | Jorge Avendaño Lührs                              | 4:11     |  |
| 5.                                  | «Lo mejor de mí»                            | Rudy Pérez                                        | 3:57     |  |
| 6.                                  | «Si tú me amaras»                           | Rudy Pérez                                        | 4:17     |  |
| 7.                                  | «Lloran las rosas»                          | Alfredo Matheus                                   | 4:27     |  |
| 8.                                  | «Después de ti... qué» (con Raúl Di Blasio) | Rudy Pérez                                        | 5:30     |  |
| 9.                                  | «Volver a amar»                             | Kike Santander                                    | 4:42     |  |
| 10.                                 | «Mi vida sin tu amor»                       | Kike Santander                                    | 3:33     |  |
| 11.                                 | «Por amarte así»                            | Alejandro Montalbán, Eduardo Reyes                | 4:32     |  |
| 12.                                 | «Lloviendo estrellas»                       | Alejandro Montalbán, Eduardo Reyes                | 4:17     |  |
| 13.                                 | «Azul»                                      | Kike Santander, Gustavo Santander                 | 4:24     |  |
| 14.                                 | «No hace falta»                             | Emilio Estefan Jr., Nicolás Tovar, Randall Barlow | 4:47     |  |
| 15.                                 | «Te llamé»                                  | Roberto Livi, Rudy Pérez                          | 3:44     |  |
| 16.                                 | «Una canción para ti»                       | Kike Santander                                    | 3:39     |  |
| 17.                                 | «Te buscaría»                               | Kike Santander                                    | 4:13     |  |

## Posicionamiento en listas
| Listas (2005)                     | Mejor posición |
| --------------------------------- | -------------- |
| Estados Unidos (Top Latin Albums) | 20             |
| Estados Unidos (Latin Pop Albums) | 8              |